# 人物画

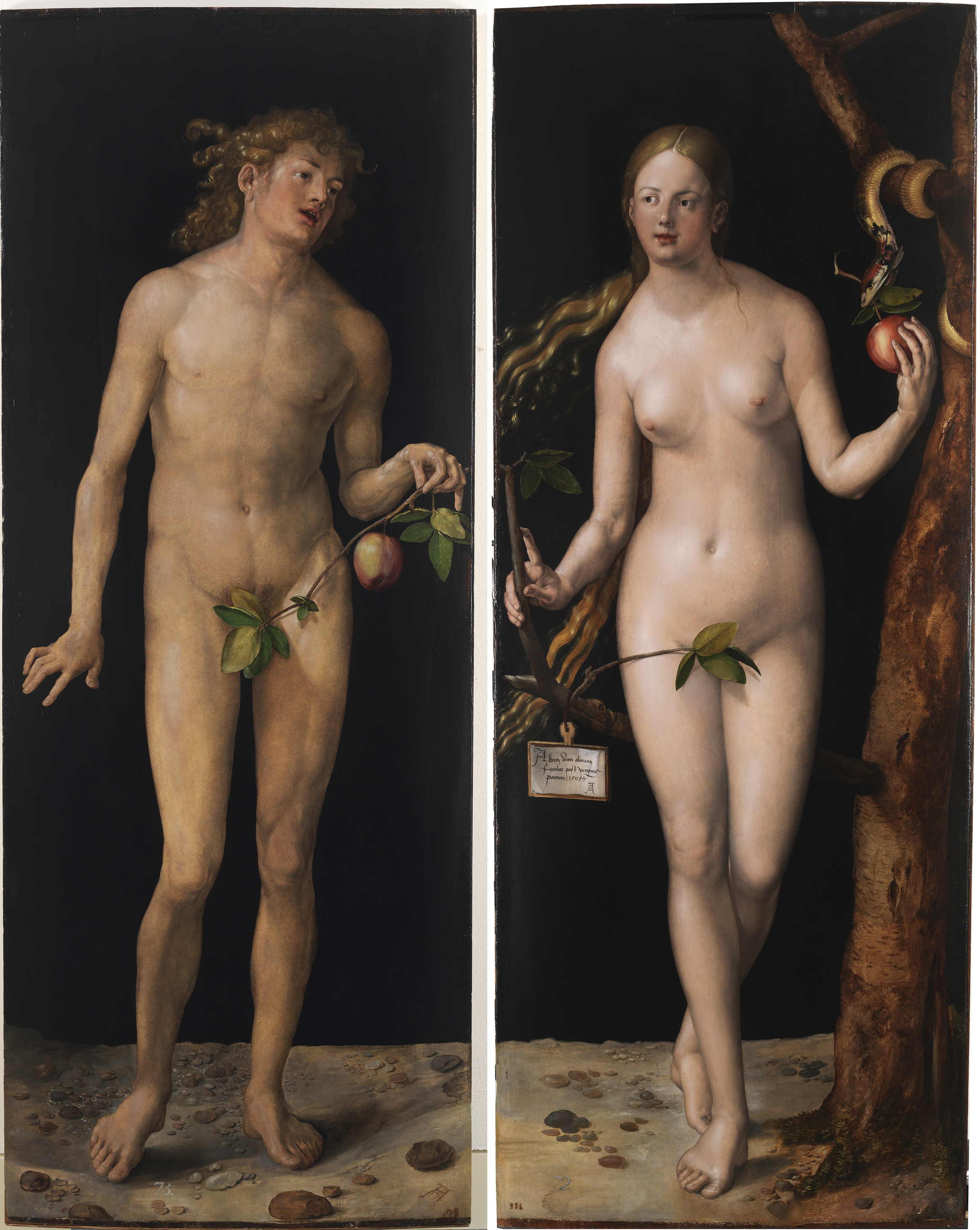
人物画

人物画，以人物为题材内容的绘画统称人物画。主要是通过对人物形象、人物动态及其相互关系的描绘和塑造来反映现实生活。
从画面人物多少一般分为群像画和肖像画。群像画以突出人物活动为主，并带有一定的故事情节。肖像画以描绘和刻划人物形象的酷肖为主，有的也可以带有特定的情节。中国传统画科中，凡是描绘人物的各个画科，都属于人物画的范畴，包括人物肖像画和人物故事、风俗画。从佛道鬼神、历史故实、民间风俗、仕女美人，到传神写照，统名为人物画。按画法区别, 又有工笔人物、写意人物、水墨人物、色彩人物、白描人物之分。中国传统人物画在春秋战国时期已经达到很高水准。从战国楚墓帛画，可以看到当时人物画的成就。人物画一直是中国传统绘画最主要的画科。西洋画中，人物画包括所有情节性绘画和肖像画,诸如历史画、风俗画、宗教画、军事画、单人肖像、群像等。人物画直接反映着一定的社会生活，在绘画中受到普遍重视。人物画不但要求人物形象要符合透视原理，符合形体结构、比例正确，而且要能充分地表现出人物的性格、思想、感情和精神面貌。人物画重点描绘的是人物的面部表情，同时还要处理好人物与人物之间、人物与特定的环境之间的相互照应关系，以求得人物的神情动态与画面布局的协调统一。中国人物画以线条表现神似为其主要特点，西洋人物画注重透视，要求体现出光线，以形似为其主要特点。